# Atollo

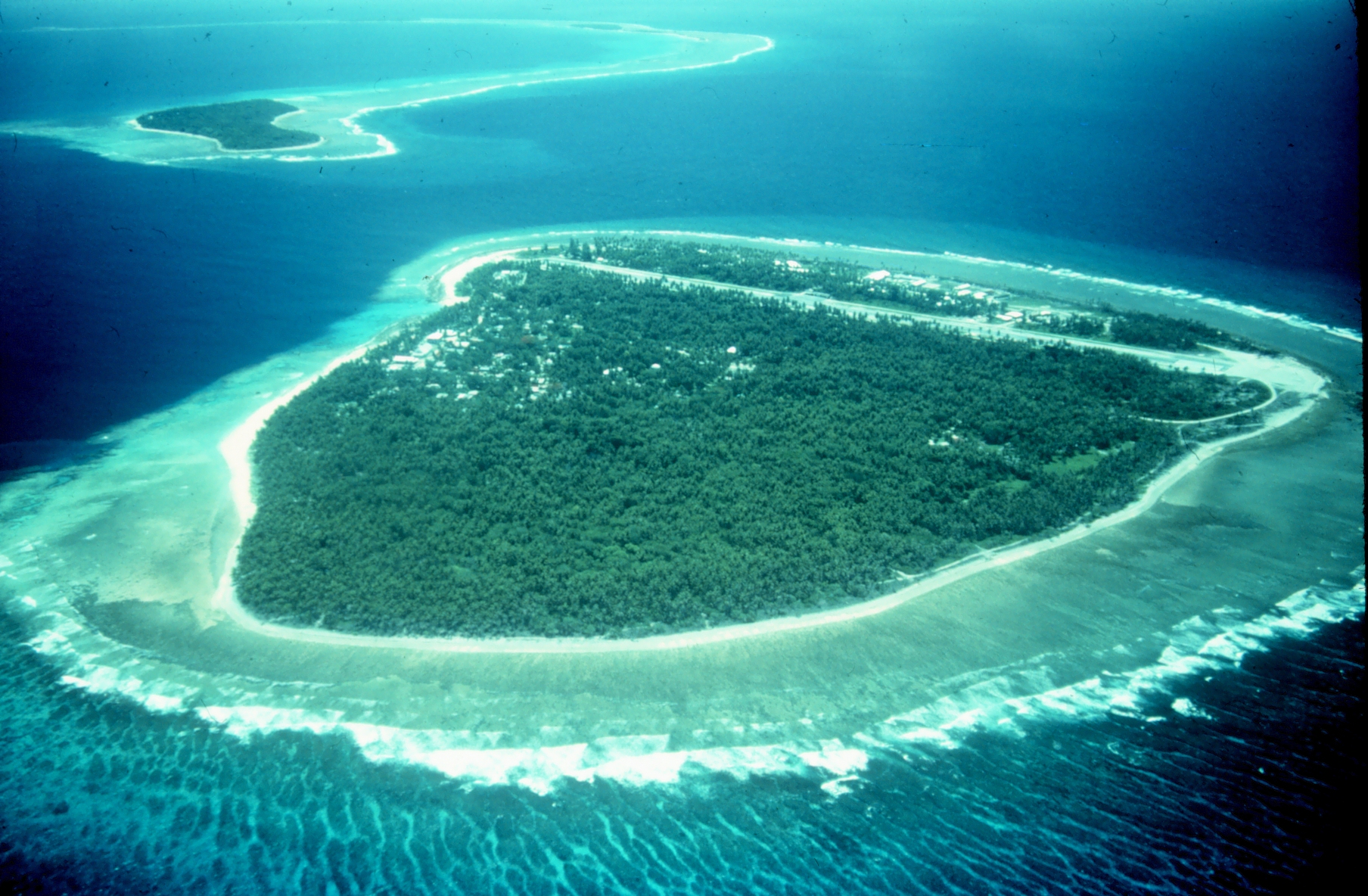
Atollo

Un atollo è una scogliera madreporica circolare o a ferro di cavallo che racchiude una laguna interna, collegata al mare da canali chiamati pass.
Gli atolli rappresentano il tipo più complesso di scogliera corallina sia per la morfologia, sia per le origini. Si sviluppano in mare aperto soprattutto nella regione indo-pacifica (Oceano Indiano e Oceano Pacifico) nella fascia intertropicale, in corrispondenza di isole vulcaniche sommerse, spesso a grande distanza dalla piattaforma continentale e dalle grandi isole.

## Etimologia
Il nome "atollo" deriva, per mediazione della lingua inglese, dalla parola maldiviana atholhu (އަތޮޅު, /ˈət̪ɔɭu/), che significa "isola-laguna".

## Formazione e struttura degli atolli

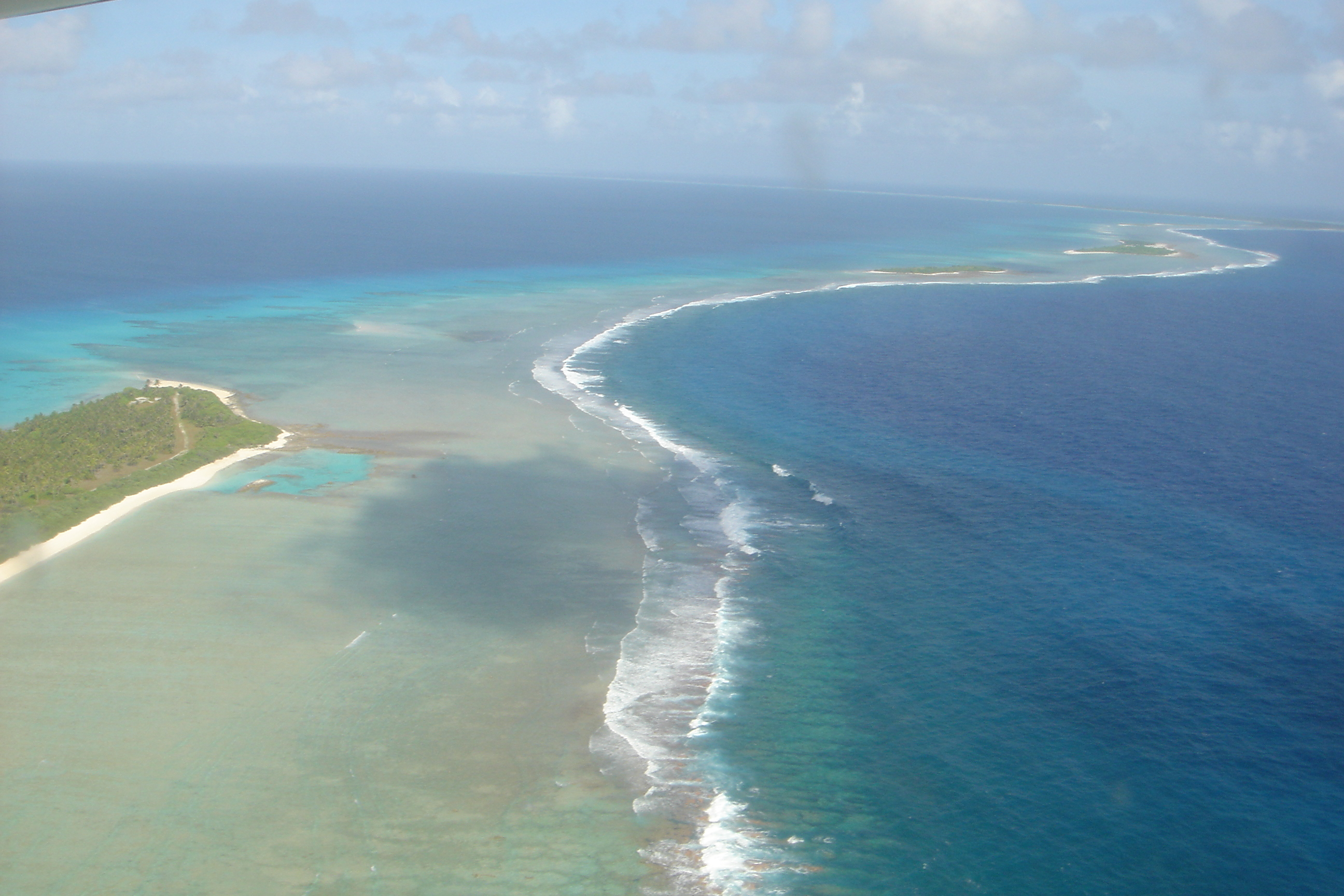
Atollo di Bikini

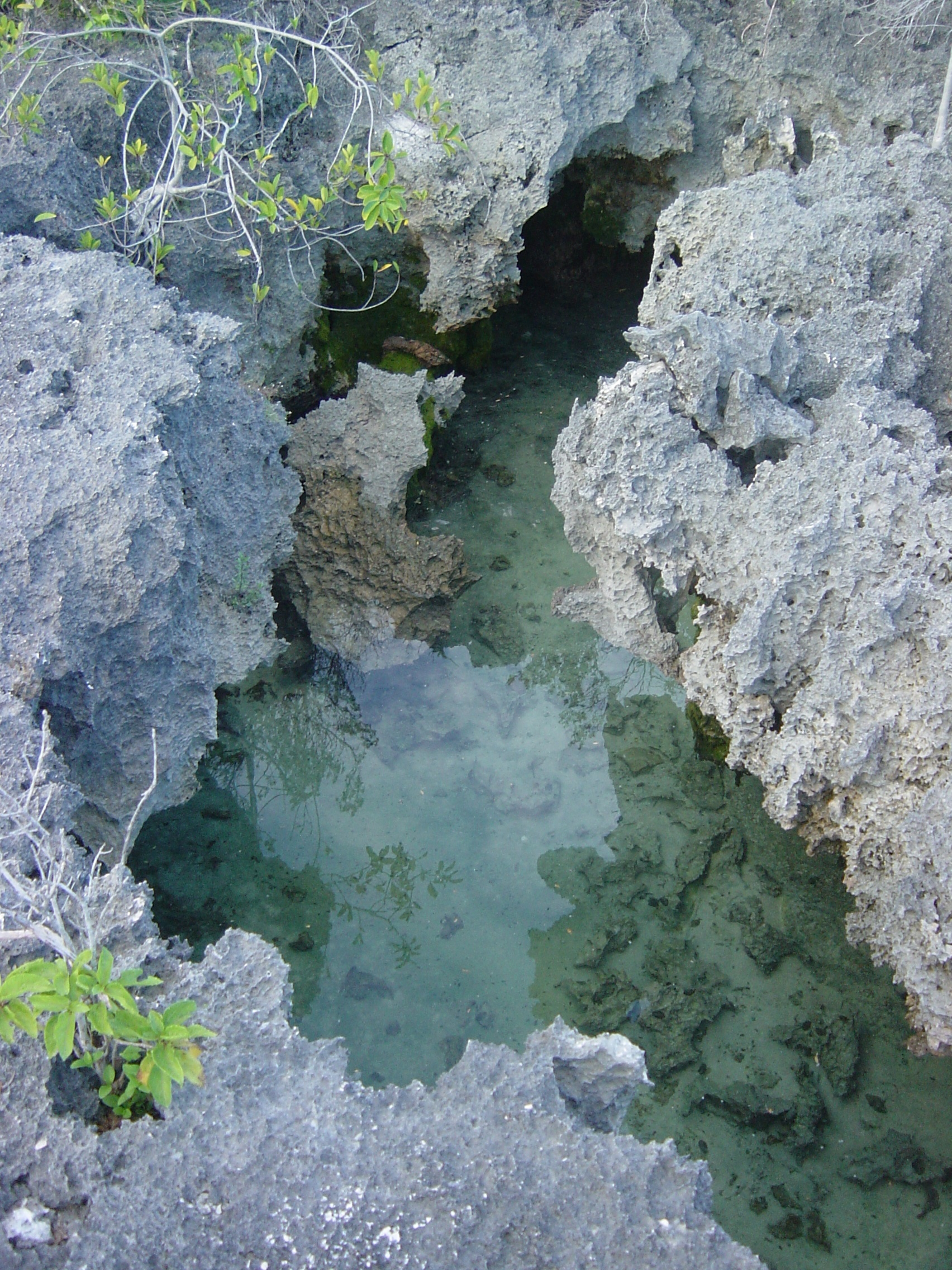
Atollo di Aldabra

Charles Darwin sostenne che gli atolli deriverebbero, per subsidenza, da scogliere coralline a frangia formatesi intorno a isole oceaniche che, a causa di un lento e progressivo infossamento delle isole, si sarebbero evolute in scogliere a barriera circolari, delimitanti una laguna interna relativamente profonda. In altre parole, mentre le isole sprofondavano lentamente in ragione di pochi centimetri all'anno, le scogliere a frangia che cingevano le isole si accrescevano, sviluppandosi verso l'alto e verso l'esterno e allontanandosi progressivamente dalla linea di riva, aumentando così l'ampiezza e la profondità della laguna. Si avrebbe così in un primo tempo la seguente situazione: isola, laguna interna e barriera corallina circolare mentre in un secondo tempo, quando l'isola sprofonda completamente e scompare, si avrebbe l'atollo vero e proprio, costituito dalla laguna interna circoscritta dalla barriera corallina circolare.
Secondo la teoria di John Murray  sulla formazione degli atolli questi si possono formare quando un'isola vulcanica presenta eruzioni di tipo esplosivo particolarmente violente che portano alla distruzione totale o parziale del cono vulcanico; infatti è possibile che rimanga sopra la superficie marina una parte delle pareti rocciose del vulcano mentre lo spazio interno viene invaso dall'acqua, formando così una laguna. Intorno all'isola, nel corso dei millenni si forma una barriera corallina, che in continua crescita affiora, permettendo lo sviluppo di bassi fondali all'interno e nelle sue immediate vicinanze, formati dai sedimenti detritici derivati dall'erosione costante che onde e vento operano ininterrottamente sulla formazione corallina più superficiale. Da qui la particolare colorazione bianco-rosata della sabbia che è costituita prevalentemente da carbonato di calcio. Si tratta sostanzialmente di un complesso bio-costruito del tipo definito piattaforma carbonatica, dotato di un rilievo topografico nei confronti delle aree adiacenti e caratterizzato da un'elevata produzione di carbonato di calcio derivante dalla proliferazione di organismi invertebrati con parti dure calcaree, come i coralli, diverse specie di alghe e alcune specie di molluschi bivalvi come la tridacna.
Secondo Murray «l'atollo si è formato sulla cima di un altopiano o di una collina elevatesi dal fondo dell'oceano a una profondità alla quale vivono i coralli; i coralli periferici di un gran numero di colonie crebbero rapidamente fino ad affiorare sul mare, formando così l'atollo che cinge una laguna».
Fino al 1961, a quanto risulta nel Dizionario geografico di Aldo Martello Editore, nessuna delle teorie «è completamente soddisfacente, poiché gli atolli si sono probabilmente formati in tutti e due i modi e anche in modi diversi».

## Biodiversità
Le scogliere madreporiche costituiscono l'ecosistema più complesso e delicato di tutto l'ambiente marino. Solo le foreste pluviali (situate nella zona intertropicale)  possono essere paragonate, in termini di organizzazione, differenziazione, fertilità e biomassa, a questo complesso ecosistema, infatti entrambi dipendono dalla luce.
Le scogliere madreporiche presentano la loro massima distribuzione nelle acque calde e basse degli oceani tropicali della regione Indo-Pacifica e della regione dell'Atlantico occidentale (Mar dei Caraibi). Con il passare dei millenni i coralli hanno formato vere e proprie cattedrali di dimensioni chilometriche. Questa abbondanza di protezioni e di cibo (ricordiamo che intorno agli atolli la profondità marina può superare abbondantemente qualche chilometro, si formano così correnti di risalita che apportano abbondanti nutrienti) ha attirato numerosissime varietà di organismi viventi pesci, molluschi, crostacei, echinodermi, ecc. (uccelli e insetti nelle isole), tanto da poter dire che le scogliere madreporiche come le foreste pluviali, rappresentano l'ambiente dove esiste maggiore biodiversità sulla Terra.

## Atolli famosi
- Tuvalu
- Maldive
- Bora Bora
- Mururoa
- Raiatea
- Rangiroa
- Bikini
- Enewetak
- Tokelau
- Isole Chagos
- Tarawa
- Vostok